# Prefektura Saga

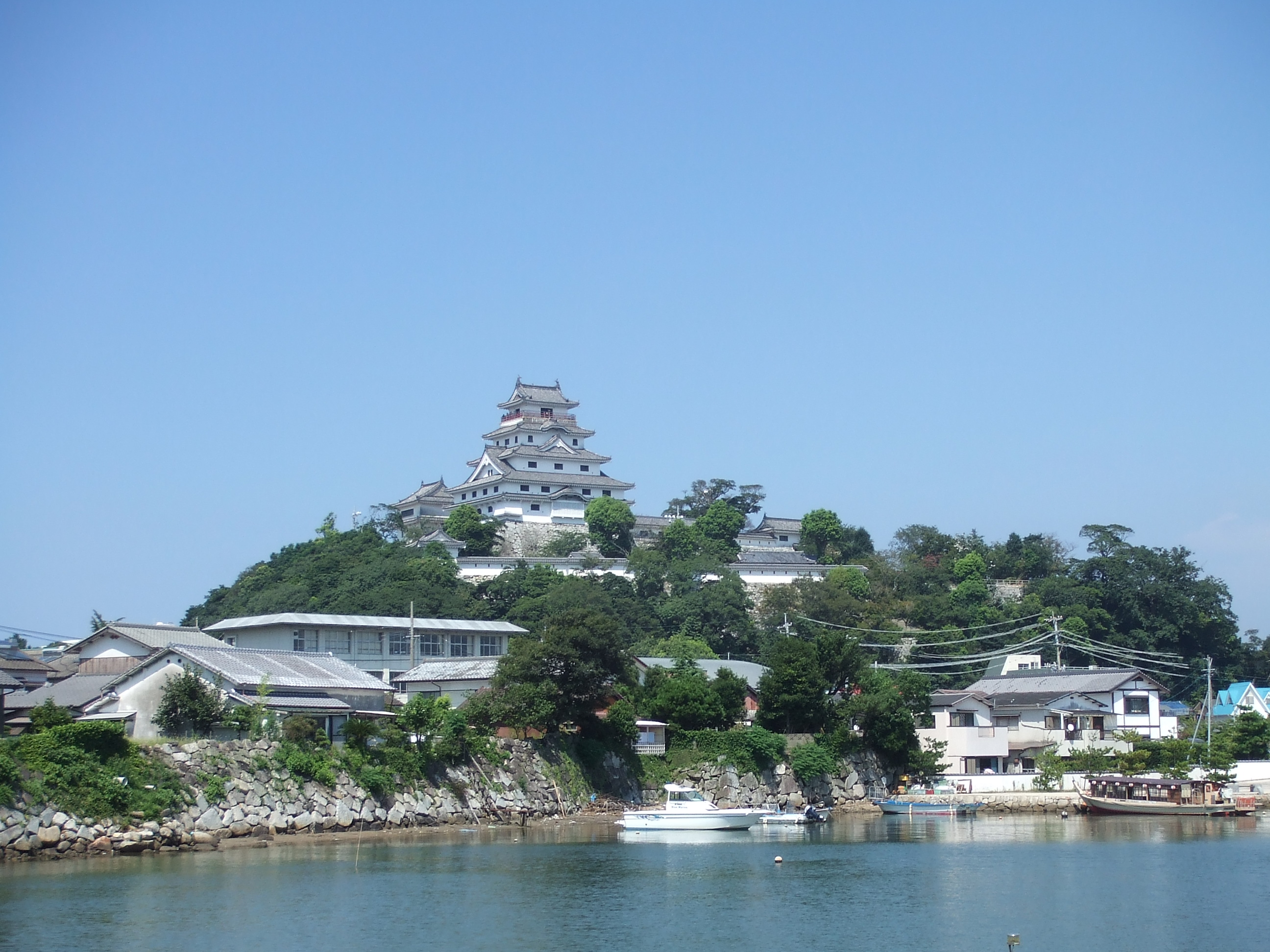
Zamek Karatsu

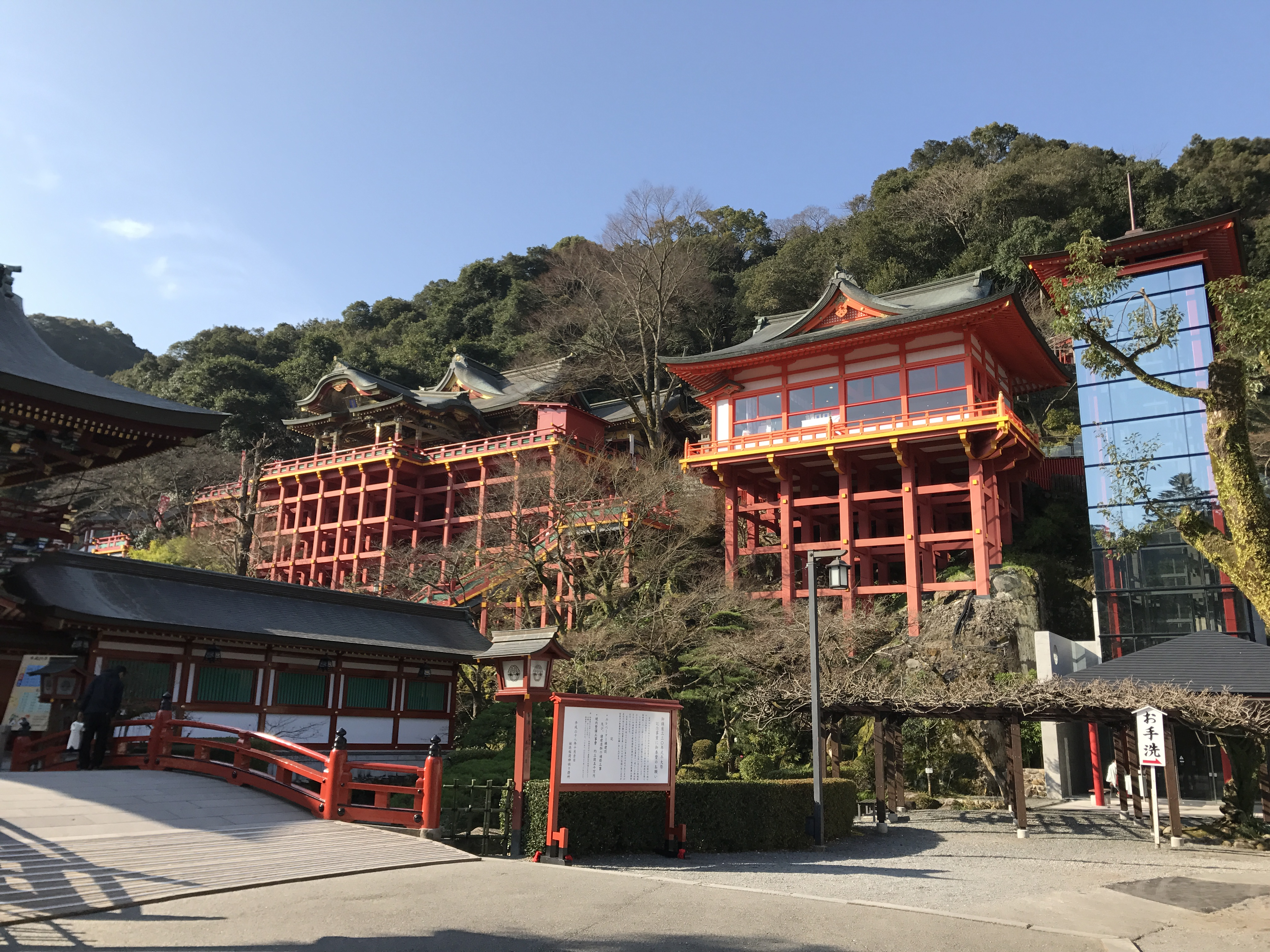
Chram Yūtoku Inari

Prefektura Saga (jap. 佐賀県 Saga-ken) – prefektura znajdująca się na wyspie Kiusiu (Kyūshū), w Japonii. Jej stolicą jest miasto Saga.

## Geografia
Saga, najmniejsza prefektura na Kiusiu, jest położona w północno-zachodniej części wyspy, tworząc relatywnie wąski pas pomiędzy otwartym morzem przybrzeżnym Genkai-nada od północy – należącym do Morza Japońskiego – a zatoką Ariake-kai po stronie południowej. 
Saga, znajdująca się blisko kontynentu azjatyckiego, odgrywała istotną rolę w handlu i kulturze w historii Japonii. Prefekturę cechują rozległe obszary wiejskie skupione wokół dwóch największych miast: Saga i Karatsu. Obszary rolnicze i lasy zajmują 68% powierzchni całej prefektury.
Współrzędne geograficzne skrajnych punktów Sagi:
- Na północy: 33°36' szer. geogr. N – Enuonohana, Kakara-jima, Karatsu,
- Na południu: 32°57' szer. geogr. N – Ōurakō, Tara,
- Na wschodzie: 130°32' dług. geogr. E – Iida-machi, Tosu,
- Na zachodzie: 129°44' dług. geogr. E – Ōse, Madara-shima, Karatsu.

### Miasta (-市, -shi)
- Imari
- Kanzaki
- Karatsu
- Kashima
- Ogi
- Saga (stolica)
- Takeo
- Taku
- Tosu
- Ureshino

### Miasteczka (-町, -machi, -chō) według powiatów (-郡, -gun)
- Powiat Fujitsu: Tara
- Powiat Higashi-Matsuura: Genkai
- Powiat Kanzaki: Yoshinogari
- Powiat Kishima: Kōhoku, Ōmachi, Shiroishi
- Powiat Miyaki: Kamimine, Kiyama, Miyaki
- Powiat Nishi-Matsuura: Arita

### Góry
- Pasma górskie: Sefuri, Tara
- Szczyty: Kyōga (1076 m n.p.m., najwyższy punkt Sagi), Sefuri (1056 m), Ten (1046 m), Tara (996 m), Ihara (962 m), Kin (957 m), Rai (955 m), Hagane (900 m).

### Rzeki
- Chikugo (długość 15,5 km na terenie prefektury), Kase (57,5 km), Matsuura (45,3 km), Rokkaku (43,6 km).

### Zapory
- Hokuzan, Kase.

### Morza
- Morze Wschodniochińskie: zatoka Ariake (nazywana morzem, -kai)), zatoka Isahaya.
- Morze Japońskie: morze przybrzeżne (nada) Genkai, zatoka Karatsu.

### Półwyspy
- Higashi-Matsuura, część półwyspu Kita-Matsuura.

### Wyspy
- na morzu przybrzeżnym Genkai: Taka, Kashiwa, Ogawa, Kakara, Matsu, Madara, Kabe, Muku.
- w zatoce Ariake: Okino.

### Wykorzystanie ziemi
Powierzchnia całkowita: 2439,31 km².
- Lasy i wzgórza: 49,2%.
  - Obszary zalesione: 1096,9 km².
- Grunty orne: 39,1%.
- Obszary zamieszkane: 6,8%.
- Inne: 4,9%.

## Historia
W czasach starożytnych obszar dzisiejszych prefektur Saga i Nagasaki był nazywany prowincją Hizen. Aktualna nazwa obowiązuje od czasu reformy administracyjnej Meiji.

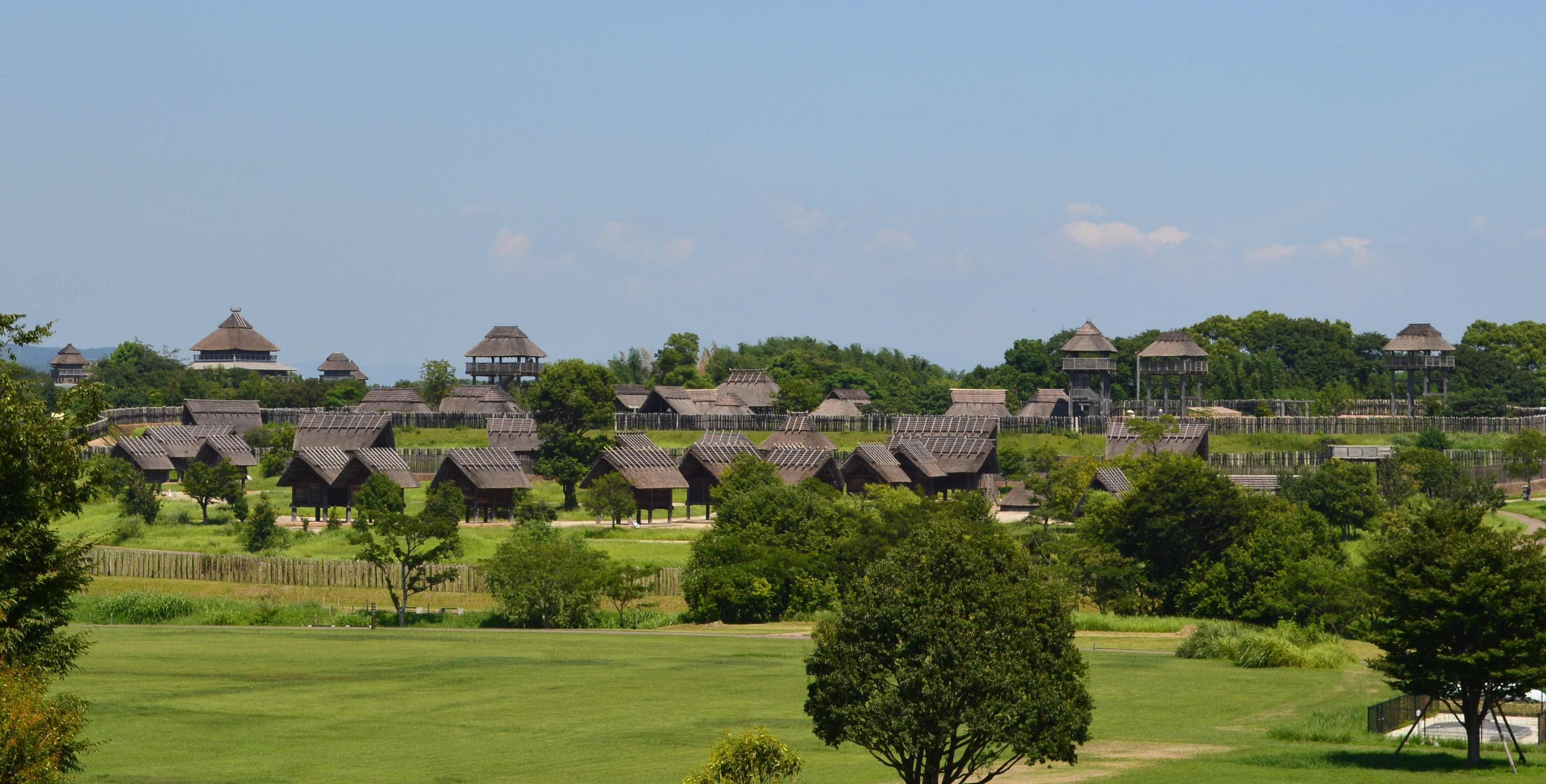
Rekonstrukcja wioski z okresu Yayoi w kompleksie archeologicznym Yoshinogari

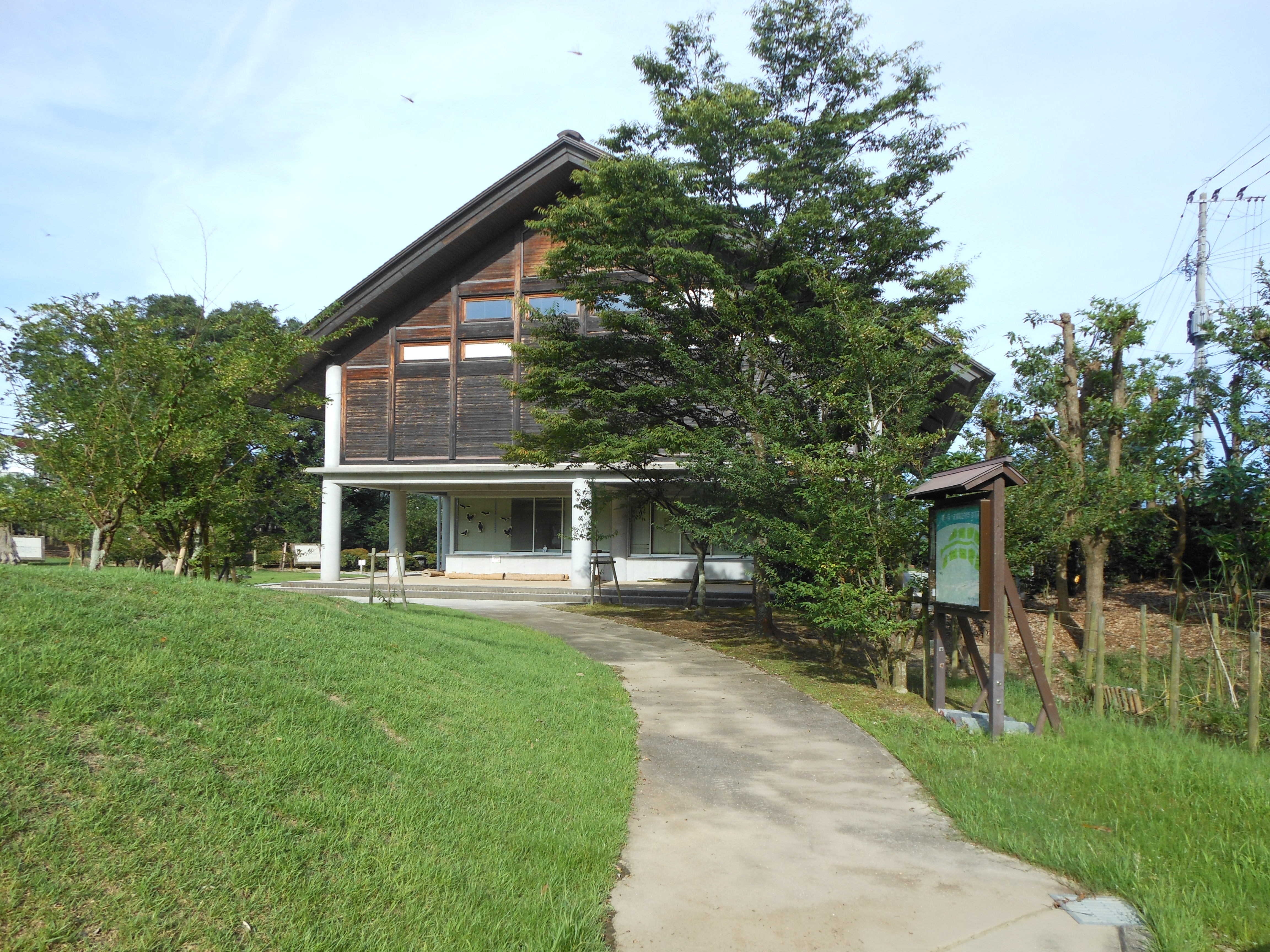
Muzeum Matsuro-kan w Karatsu

### Okres feudalny
Od okresu Kamakura do okresu Muromachi istniało tu ponad 100 klanów feudalnych. Dużą rolę odegrał klan Matsuratō. Podczas okresu Sengoku, klan Ryūzōji rozszerzył swe wpływy na całe Hizen, prowincje Chikugo oraz część Higo i Chikuzen. Po śmierci daimyō Takanobu Ryūzōji, Naoshige Nabeshima przejął kontrolę polityczną i do 1607 cały klan Ryūzōji znalazł się pod władzą klanu Nabeshima.
W okresie Edo ziemie te należały do domeny Sagi (Saga-han) i były to: Hasunoike, Kashima i Ogi. Na terenach dzisiejszej prefektury znalazły się lenna Karatsu (Karatsu-han) i Tsushima-Fuchū (Tsushima-Fuchū-han). Ziemie Sagi były wciąż w rękach klanu Nabeshima i mimo jego różnych nieprawnych związków z członkami byłego klanu Ryūzōji sytuacja polityczna była dość stabilna. Jakkolwiek, koszty obrony Nagasaki stale się zwiększały i finansową sytuację pogorszył wielki głód Kyōhō i tajfun Siebold w 1828 roku. Mimo to, dzięki dużym obszarom osuszonym z zatoki Ariake tereny zwiększały się wyraźnie i do lat 40. XIX w. ilość koku ryżu uzyskiwanego przez Sagę wzrosło do 670 tys., dwukrotności plonów sprzed 200 lat.
W połowie XIX w. Naomasa Nabeshima usiłował uzdrowić system finansowy, zmniejszając udział instytucji rządowych przy jednoczesnym dążeniu do rozwoju lokalnego przemysłu: produkcji porcelany Arita, zwiększenia zbiorów zielonej herbaty i wydobycia węgla. Dzięki bliskości międzynarodowego portu morskiego w Nagasaki zza oceanu dotarły nowe technologie, jak np. silnik parowy.
Po wojnie boshin znaczna część ludności Sagi poparła restaurację Meiji i przywrócenie realnej władzy cesarza. W czasach jego panowania dokonano gruntownych modernizacji kopalni węgla w dystryktach Kishima i Higashi-Matsuura oraz rozpoczęto budowę kolei.

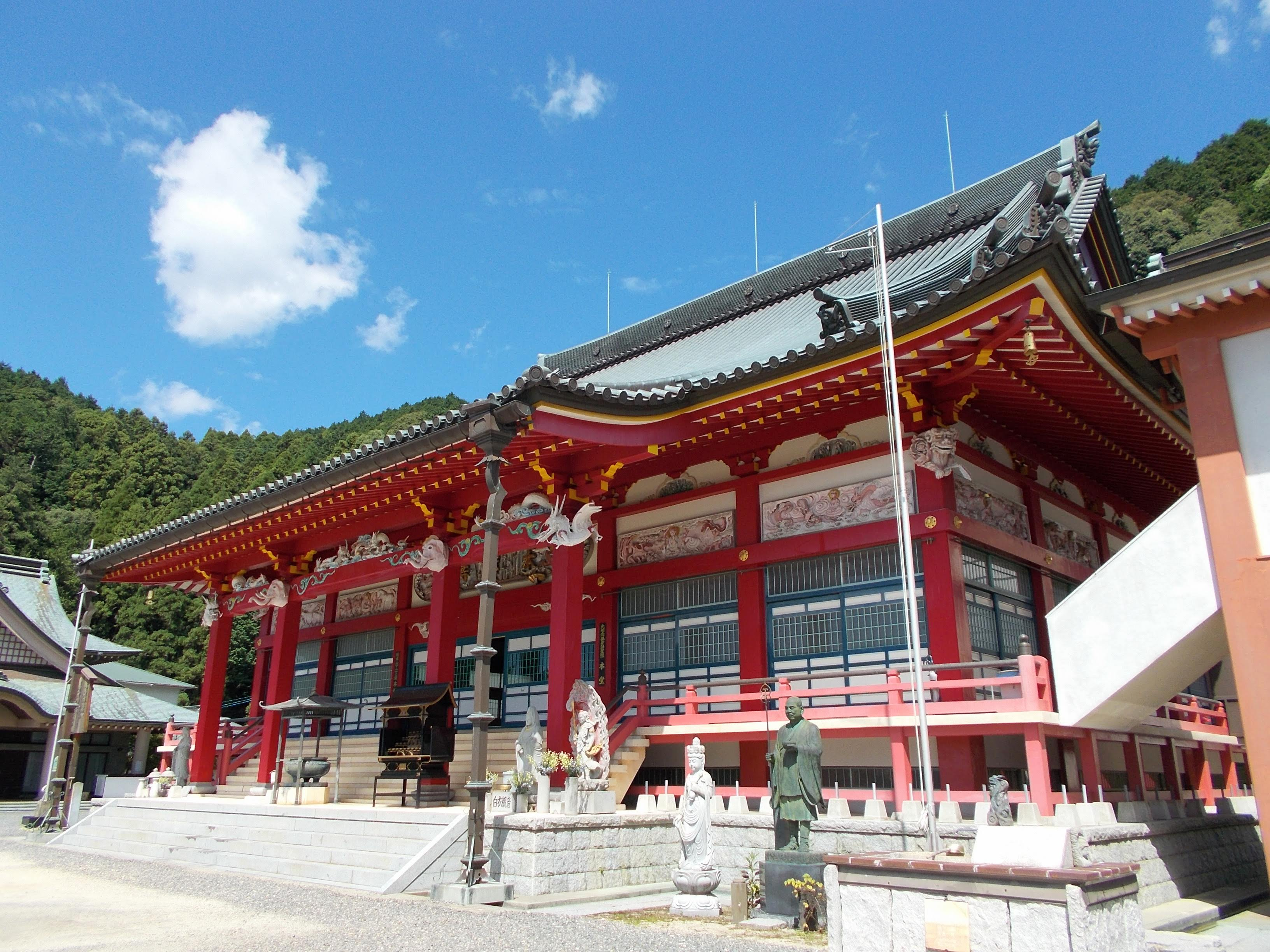
Świątynia buddyjska Honpuku-ji w Kiyama

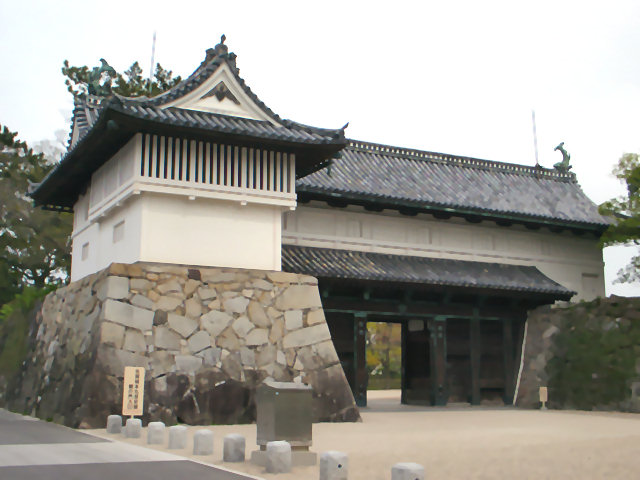
Zamek Saga (brama Shachi)

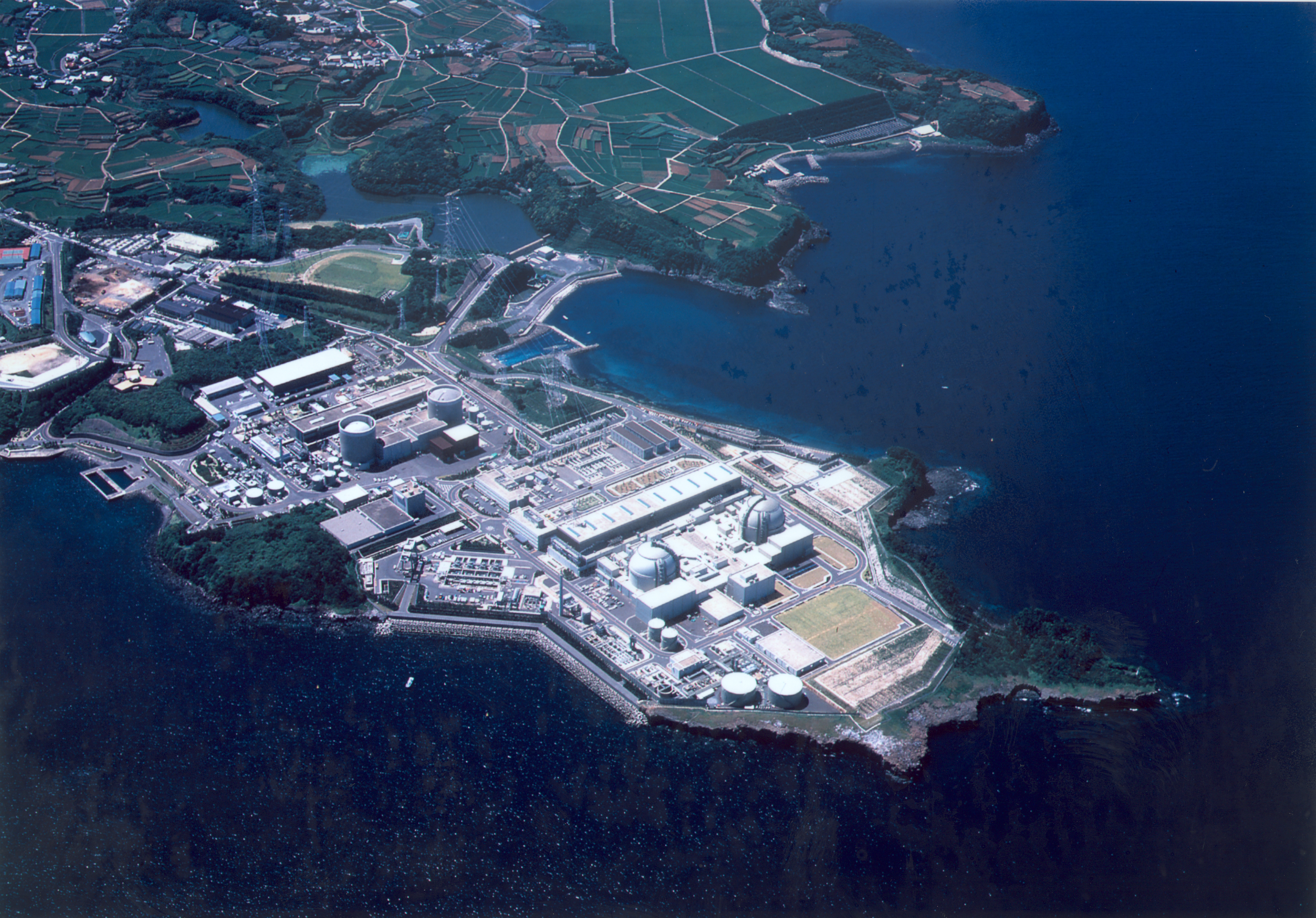
Elektrownia jądrowa Genkai

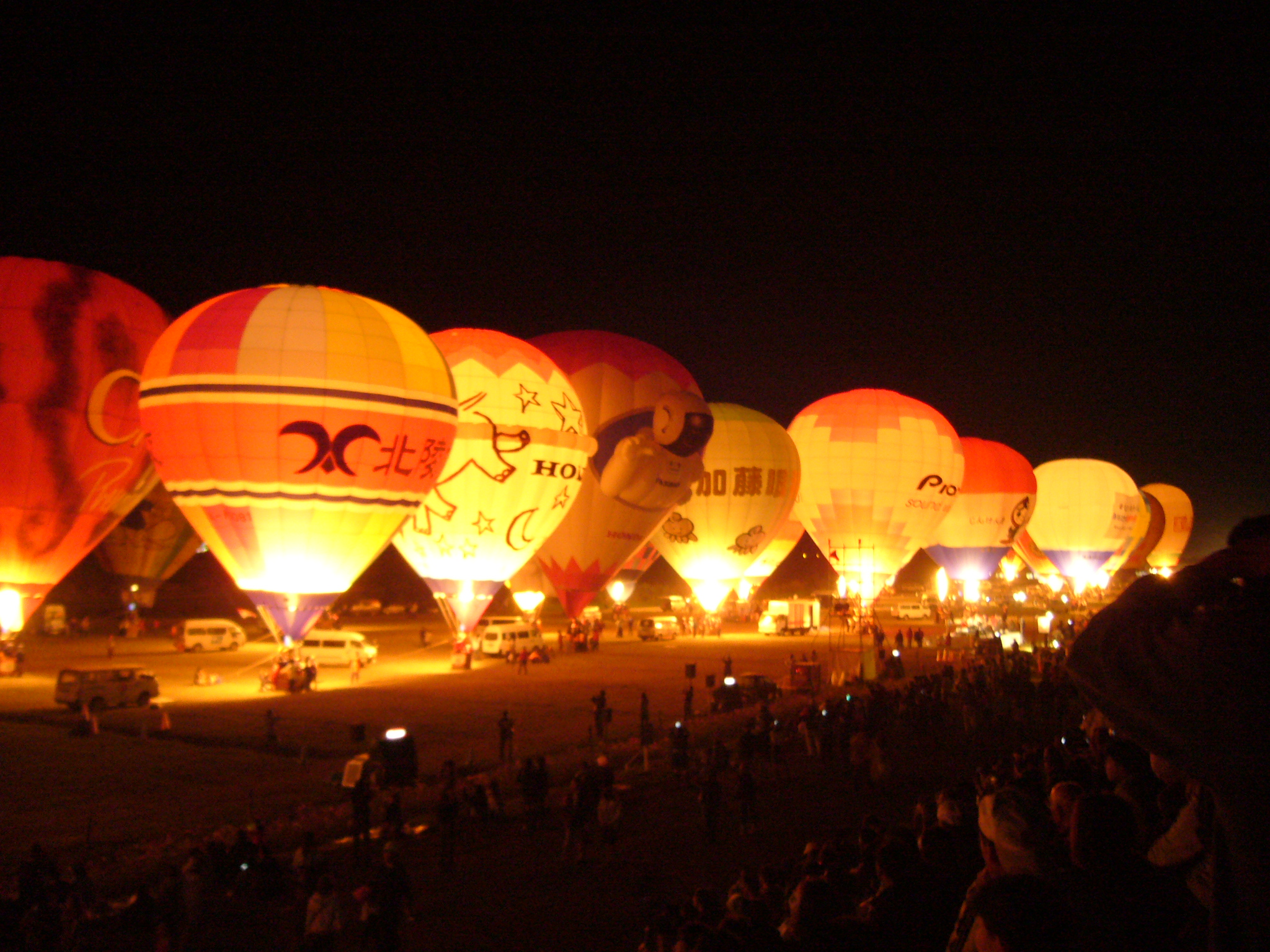
La Montgolfier Nocturne

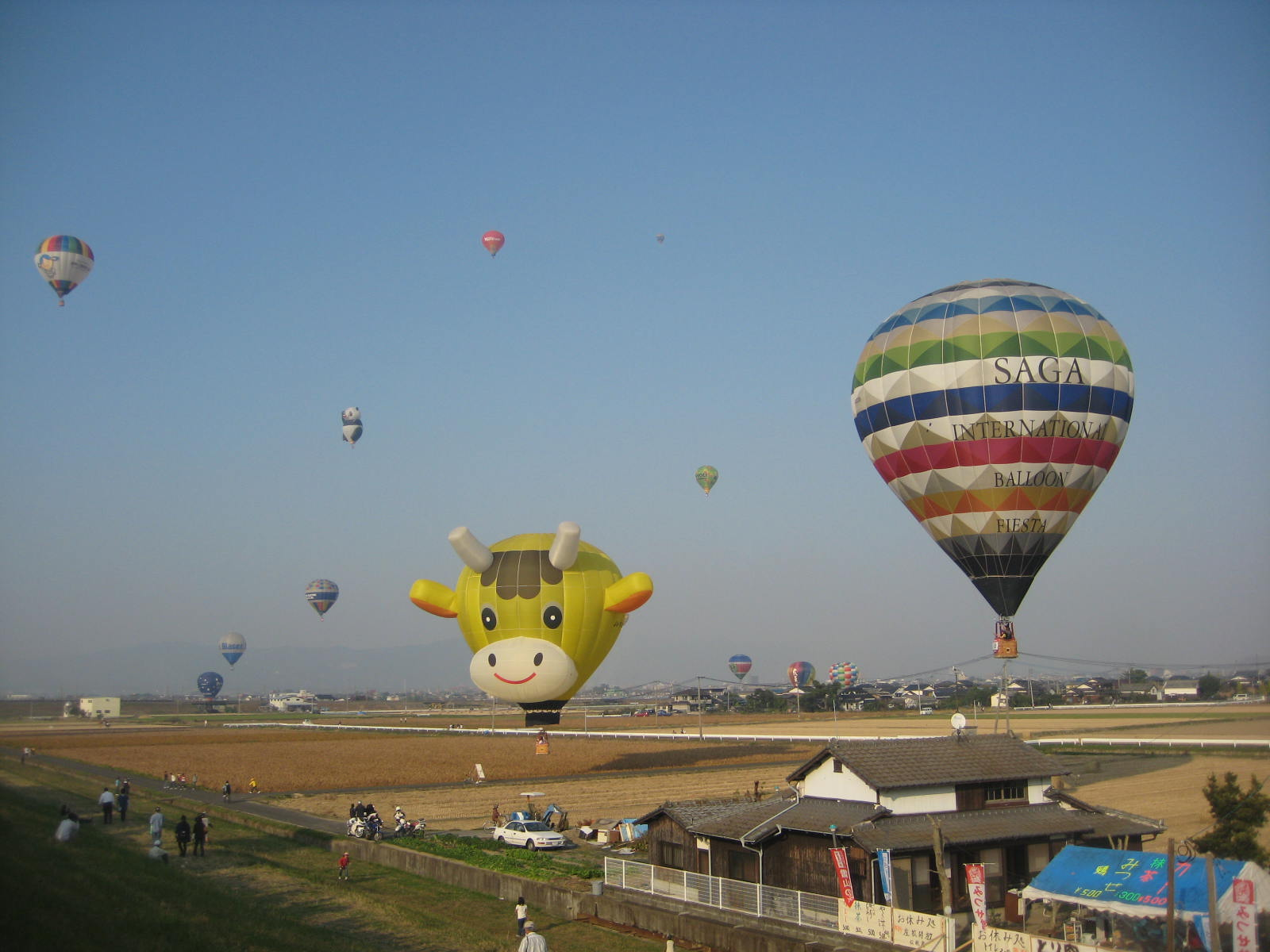
Festiwal balonów

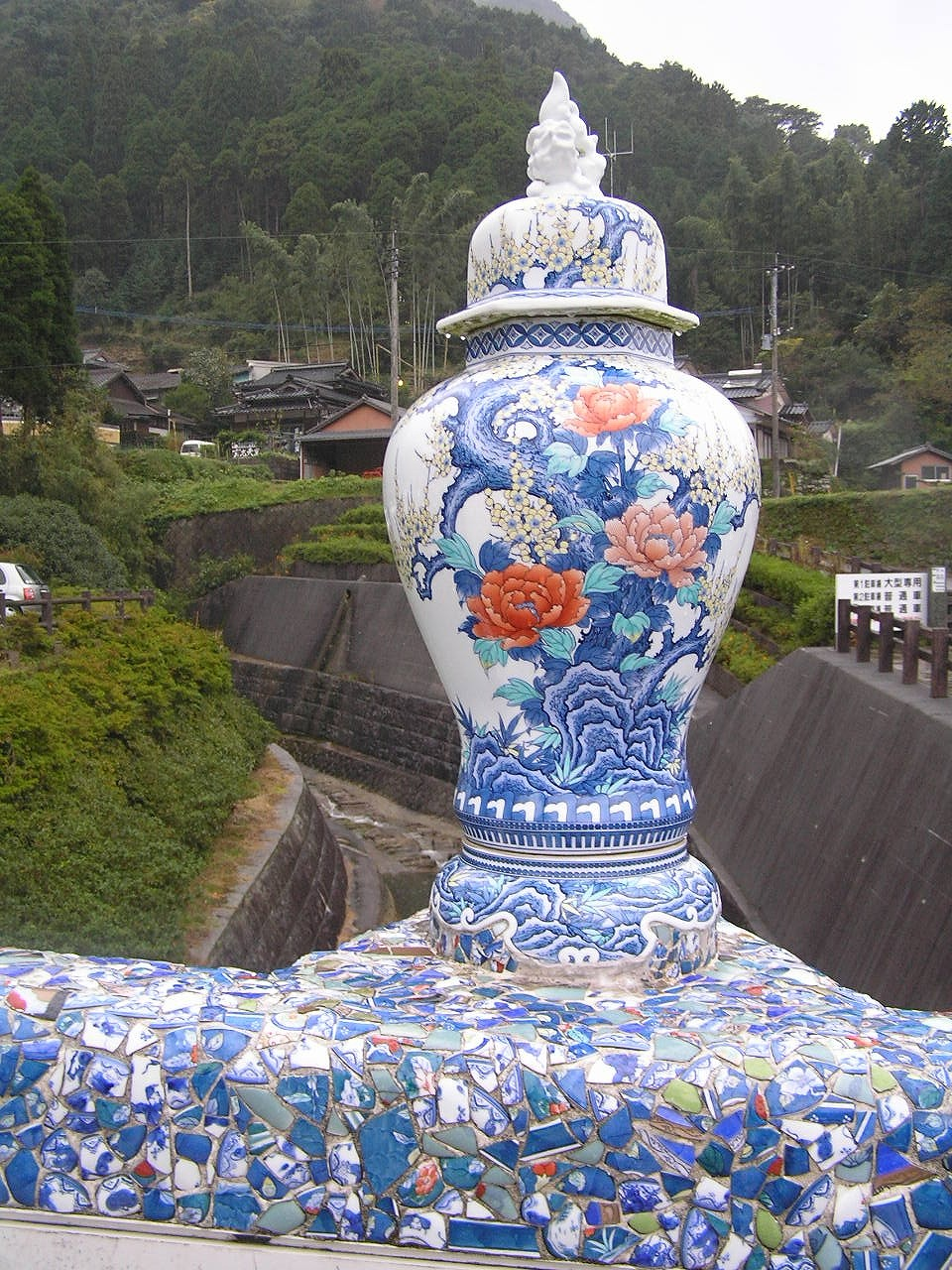
Imari, porcelana Nabeshima-yaki

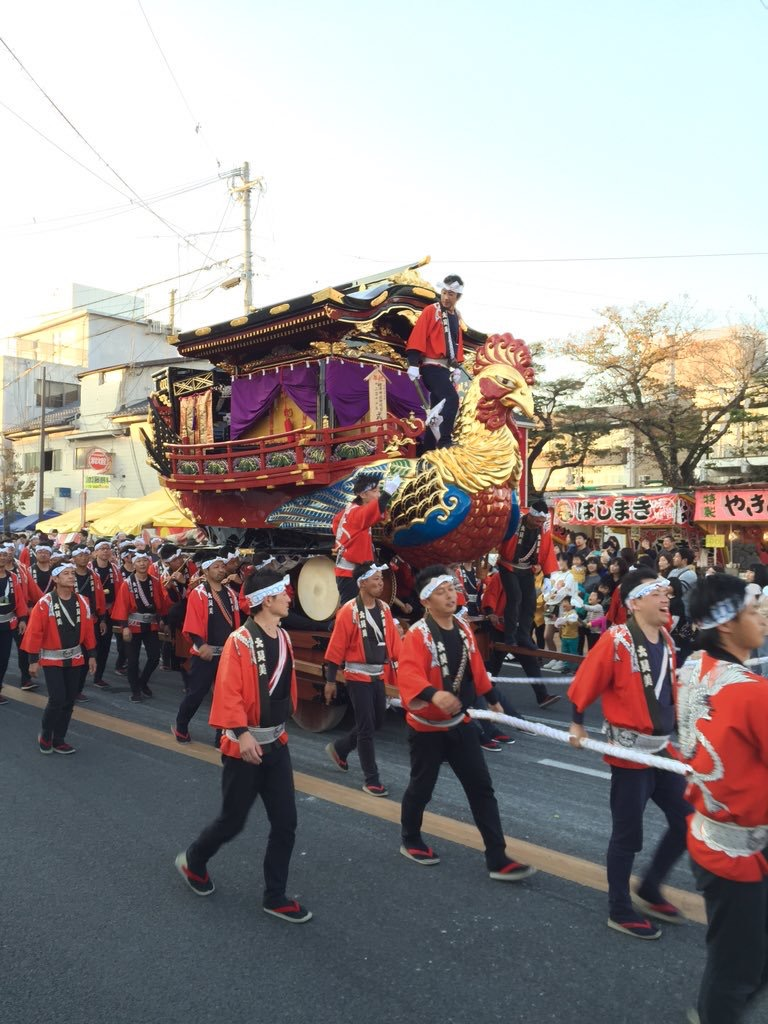
Karatsu Kunchi

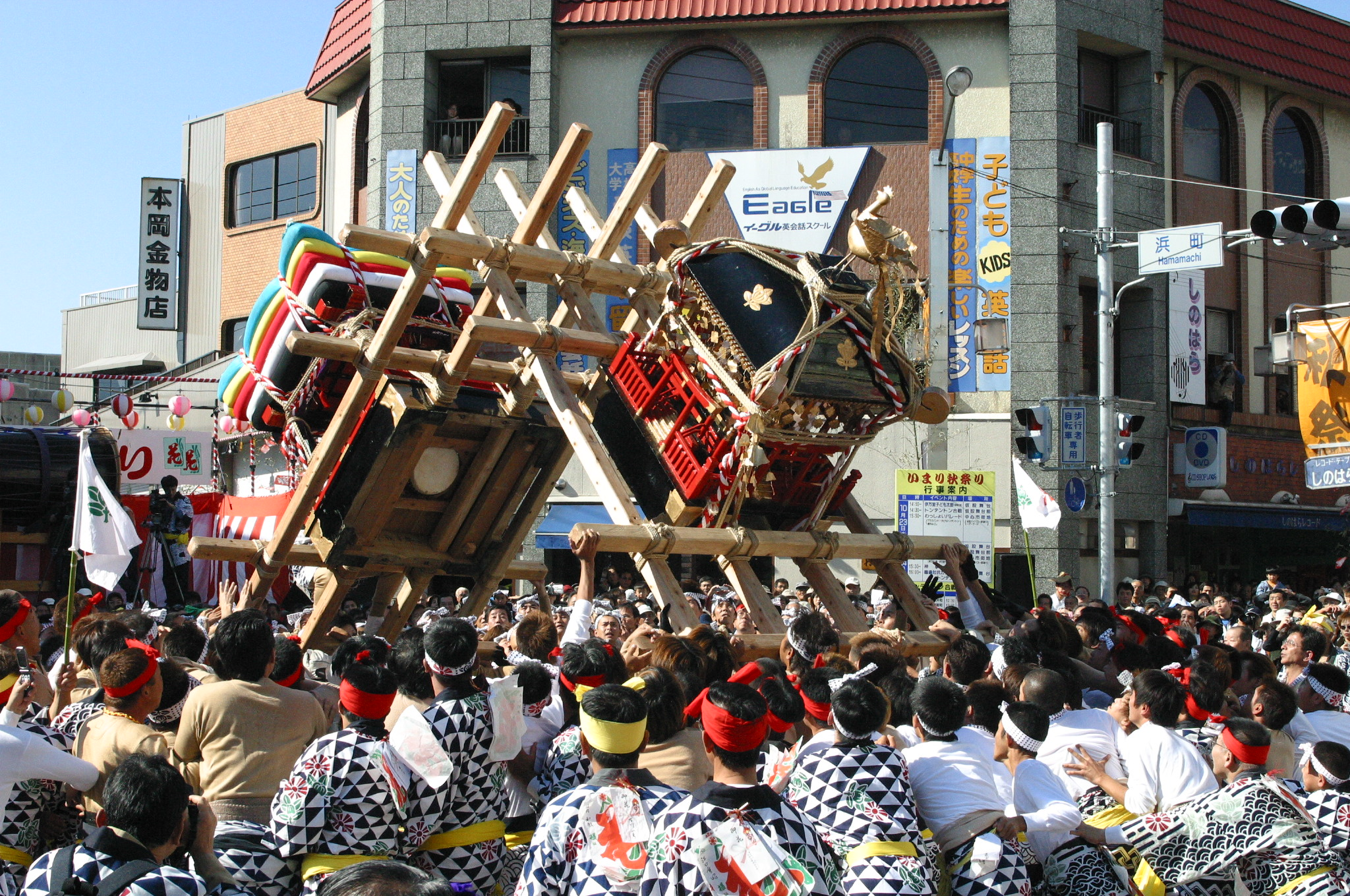
Imari, Festiwal Ton-Ten-Ton

### Wydarzenia chronologiczne
Ważniejsze wydarzenia w historii: 
- okres Jōmon (12 000 p.n.e. – 300 p.n.e.) – w dzielnicy Nabatake miasta Karatsu znajduje się muzeum historii o nazwie Matsuro-kan, które prezentuje odkryte, najstarsze miejsce uprawy ryżu w Japonii oraz wiele narzędzi i przedmiotów używanych w ówczesnym rolnictwie[1];
- 665 – po przegranej bitwie Baekgang (na Półwyspie Koreańskim), zamek Kii (dziś Kiyama) umocnił defensywę w celu ochrony Dazaifu;
- 733 – opracowanie kroniki prowincji Hizen pt.: Hizen no kuni no fudoki[2][d];
- 1274 – bitwa ery Bun’ei (1264–1275), pierwszy najazd mongolski na Japonię
- 1281 – bitwa ery Kōan (1278–1288), drugi najazd mongolski
- 1591 – budowa zamku Nagoya (nie należy mylić z zamkiem w prefekturze Aichi) w Karatsu. Po japońskiej okupacji Korei (1592–1598) zamek upadł w 1598 roku (naprzeciwko ruin zamku znajduje się Muzeum Zamkowe, które przedstawia historię zamku, próby inwazji Hideyoshiego na Półwysep Koreański i promuje wymianę międzykulturową między obu krajami)
- 1602 – budowa zamków Karatsu i Saga
- 1607 – kontrola nad Sagą przeszła z rąk klanu Ryūzōji w ręce klanu Nabeshima
- 1771 – bunt chłopski w Niji no Matsubara (Nijinomatsubara). Zgromadzeni tam chłopi, blisko zamku Karatsu, zażądali obniżenia podatków. Władze domeny wycofały się ze swoich planów i ostatecznie nie doszło do starcia zbrojnego
- 1781 – założenie Kōdōkan, szkoły han (hankō) w prowincji Saga
- 1828 – duże zniszczenia na skutek tajfunu Siebold, 10 tys. ofiar śmiertelnych
- 14 lipca 1871 – likwidacja systemu domen feudalnych (han) i stworzenie prefektur
- 14 listopada 1871 – prefektury: Saga, Hasuike, Ogi, Kashima, Karatsu i część Tsushimy zostały połączone w jedną prefekturę: Imari
- 29 maja 1872 – prefektura Imari zmieniła nazwę na prefektura Saga
- luty 1874 – bunt Sagi
- 18 kwietnia 1876 – przyłączenie prefektury Mizuma
- 1883 – oddzielenie od prefektury Nagasaki
- 1 kwietnia 1889 – założono miasto Saga
- 1891 – koleje Kyushu otworzyły linię Nagasaki, zaczynając od odcinka Tosu-Saga
- 1895 – otwarta została linia Saga-Takeo
- 1897 – uruchomienie linii Takeo-Haiki
- 1903 – otwarcie linii z Sagi do Nishi-Karatsu
- 1 stycznia 1932 r. – Założono miasto Karatsu
- 1935 – japońskie koleje państwowe otworzyły linię Saga
- 1954 – restrukturyzacja jednostek administracyjnych; po jej zakończeniu powstało: 7 miast, 8 powiatów, 18 miasteczek i 35 wiosek
- 1972 – wraz z zamknięciem kopalni węgla w Nishiki, wszystkie kopalnie węgla w prefekturze zostały zlikwidowane
- 1975 – elektrownia jądrowa Genkai rozpoczęła pracę
- 1987 – linia Saga japońskich kolei państwowych została zamknięta
- 1992 – stanowisko archeologiczne Yoshinogari (Yoshinogari Historical Park, Yoshinogari Rekishi Kōen) z okresu chalkolitu zostało otwarte dla zwiedzających
- 1998 – otwarcie lotniska Saga
- 2005-2007 – reforma polegająca na łączeniu jednostek administracyjnych („wielkie łączenia okresu Heisei”)

## Gospodarka
Rolnictwo, leśnictwo i rybołówstwo przybrzeżne stanowią ważną gałąź gospodarki. Lokalnymi specjalnościami są: wołowina wagyū (uznawana za jedną z najlepszych w Japonii), cebula i truskawki. Prefektura jest największym w Japonii producentem klejącego ryżu (mochigome) i szklarniowych mandarynek (mikan).
Według danych z 2002 roku, regionalny eksport jest skierowany do: Ameryki Północnej (29,3%), Europy Zachodniej (26,1%) oraz łącznie do Korei Płd., Tajwanu, Hongkongu i Singapuru (19,9%). Import pochodzi z: Ameryki Północnej (40,6%), Stowarzyszenia Narodów Azji Południowo-Wschodniej ASEAN (23,3%) i ChRL (12,2%).

## Uniwersytety
Uczelnie w prefekturze Saga:
- Kyushu Ryukoku Junior College (Kyūshū Ryūkoku Tanki-daigaku)
- Nishikyushu University (Nishi-Kyūshū Daigaku)
- Saga University (Saga Daigaku; państw.)
- Saga Women's Junior College (Saga Joshi Tanki-daigaku); żeński)

## Demografia
W 2002 roku spis powszechny wykazał 873 885 osób zamieszkujących prefekturę. 15,9% w wieku 0-14 lat, 62,7% w wieku 15-64 i 21,4% osób starszych niż 65 lat. 3596 osób (0,4%) było z zagranicy, a 307 osób (0,03%) to studenci zagraniczni przebywający akurat w prefekturze.

## Transport

### Lotniska
- Port lotniczy Saga

### Koleje
Główne stacje w prefekturze to m.in.: Saga, Tosu, Karatsu, Kanzaki, Arita i Imari.
Linie kolejowe: Kyushu Shinkansen, Chikuhi Line, Kagoshima Main Line, Nagasaki Main Line, Sasebo Line, Karatsu Line, Nishi-Kyushu Line, Amagi Line.

### Drogi

#### Drogi płatne
- Autostrady: Nagasaki, Kyūshū, Nishikyūshū
- Drogi: Nijō-Hamatama, Kyūragi-Taku, Tosu-Chikushino, Kunimi
- Tunel: Mitsuse

#### Drogi krajowe
Numery 34, 35, 202 203, 204, 207, 263, 264, 323, 385, 444, 498

## Kultura
Arita, Imari i Karatsu słyną z pięknej porcelany. Główne zakłady znajdują się właśnie w tych miastach i można spośród nich wymienić takie jak Imaemon, Genemon i Fukagawa.

## Festiwale

### Międzynarodowy festiwal balonowy Saga
Festiwal ten jest corocznie organizowany na początku listopada na obrzeżach miasta Saga wzdłuż rzeki Kase. Jest to popularny festiwal i przyciąga wielu uczestników z całego świata.

### Karatsu Kunchi
Festiwal jest co roku organizowany w mieście Karatsu na początku listopada, przyciąga tysiące widzów i turystów.

### Imari Ton-Ten-Ton
Festiwal Imari Ton-Ten-Ton (inaczej Imari Kunchi) odbywa się co roku w październiku w mieście Imari. Jest to jeden z trzech wielkich festiwali o charakterze walki. Nazwa Ton-Ten-Ton odnosi się do dźwięków bębnów towarzyszących festiwalowi, podczas którego dwie grupy mężczyzn krążą po ulicach z mikoshi (tu nazywanymi Ara-mikoshi i Danjiri, każdy o wadze ok. 500 kg). Przy każdym spotkaniu drużyny zderzają je ze sobą, walcząc aż mikoshi przeciwnej drużyny znajdzie się na ziemi. Ostatnia bitwa, nazywana kawa-otoshi, rozgrywa się w rzece o zachodzie słońca. Wygrywa drużyna, która jako pierwsza wyniesie mikoshi na brzeg.
Festiwal jest wyrażeniem wdzięczności za dobre zbiory dla miasta, skierowanej do bóstwa ze świątyni Imari. Jego „bojowy” charakter wywodzi się od bitwy, która miała miejsce na obszarze obecnego miasta w okresie rozbicia dynastycznego (1331–1392). Mikoshi reprezentują historyczne obozy: Ara-mikoshi – ród Kusunoki, Danjiri – ród Ashikaga.

## Turystyka
Karatsu wraz z pięknym zamkiem jest popularne wśród turystów. Pozostałości wioski z okresu Yayoi (300 p.n.e. – 300 n.e) w Yoshinogari również mają wielu zwiedzających.
Popularny jest również, usytuowany na stromym zboczu, chram shintō Yūtoku Inari w Kashima.

## Znani ludzie związani z prefekturą Saga
- Komik i śpiewak J-popu, Hanawa, sławny z komicznych tekstów piosenek o prefekturze i jej osobliwościach
- Komik Masashi Tashiro urodził się w Saga
- As lotnictwa II wojny światowej, Saburō Sakai, urodził się w Saga.
- Toshihiko Koga, japoński judoka z Kitashigeyasu.

## Siedmiu Mędrców Sagi
„Siedmiu Mędrców Sagi” to siedem osób, z których każda wniosła istotny wkład w modernizację Japonii w ostatnich dniach siogunatu Tokugawa i w okresie restauracji Meiji:
- Naomasa Nabeshima (1815–1871) – daimyō domeny Saga, prowincji Hizen, pomógł w rozwoju Sagi poprzez wprowadzenie kultury i technologii europejskiej;
- Tsunetami Sano (1823–1902) – współtwórca Muzeum Narodowego w Tokio, pionier japońskiej marynarki wojennej, założyciel Japońskiego Czerwonego Krzyża;
- Yoshitake Shima (1822–1874) – wniósł duży wkład w rozwój Hokkaido;
- Taneomi Soejima (1828–1905) – polityk okresu Meiji;
- Takatō Ōki (1832–1899) – polityk, m.in. pierwszy gubernator Tokio, minister sprawiedliwości, minister edukacji; wniósł wiele w system nowoczesnej edukacji;
- Shimpei (Shinpei) Etō (1834–1874)) – stworzył podstawy władzy sądowniczej;
- Shigenobu Ōkuma (1838–1922)) – członek oligarchii Meiji, minister finansów, spraw zagranicznych, premier Japonii, założyciel Uniwersytetu Waseda i kilku partii politycznych.